# Великая гонка милосердия 1925 года

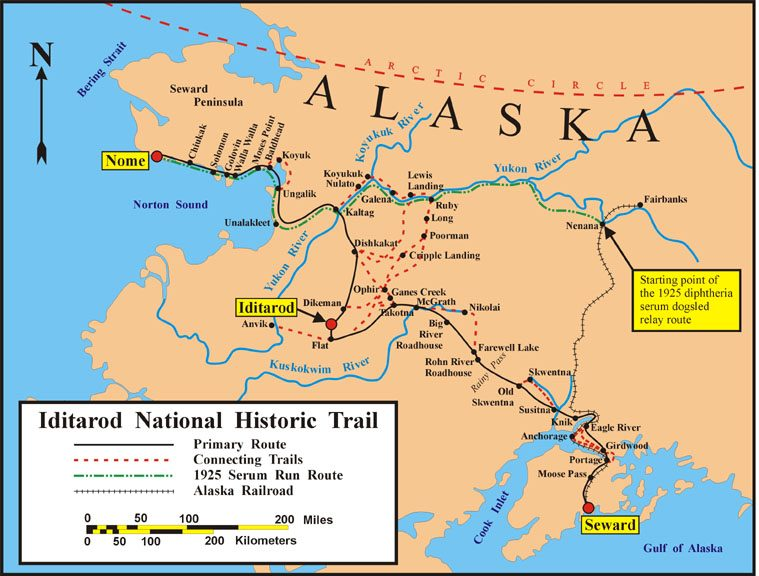
Карта пути упряжек (маршрут 1925 года выделен зелёным)

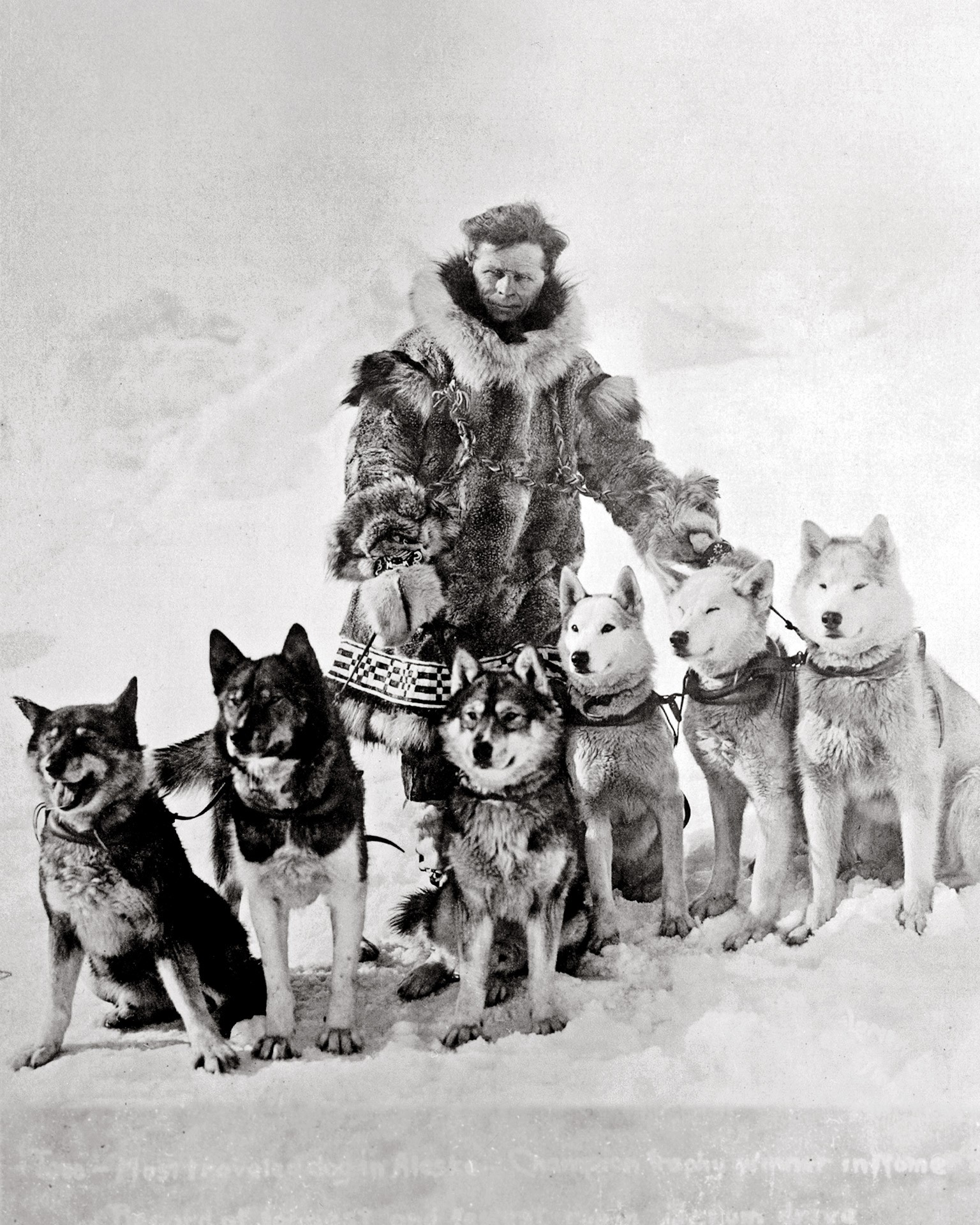
Леонард Сеппала и его собаки, крайний слева — Того, 1924—1925 годы

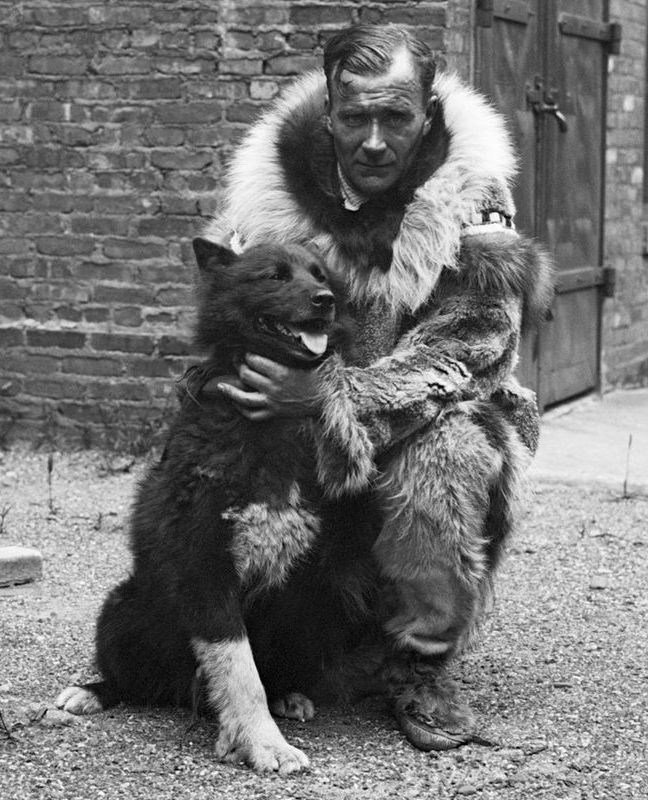
Гуннар Каасен и Балто, около 1925 года

Великая гонка милосердия 1925 года (также Гонка по доставке сыворотки в Ном 1925 года) (англ. Great Race of Mercy) — событие в истории Аляски. Эстафета собачьих упряжек, на которых в город Ном, поражённый эпидемией дифтерии и находившийся под угрозой полной гибели населения, доставили партию противодифтерийной сыворотки. Снежная буря не позволяла взлетать самолётам, поэтому сыворотку доставили поездом в город Ненана. Оставшуюся часть пути (1085 километров) лекарство предстояло перевезти на почтовых собачьих упряжках — единственном возможном транспортном средстве в таких погодных условиях. 20 погонщиков, управлявших нартами, запряжёнными около 150 ездовыми собаками, с максимально возможной скоростью везли жизненно важный груз. Расстояние от Ненаны до Нома, равное 1085 км, эстафета преодолела за 5 с половиной суток.
Погонщики и их собаки в радиовыпусках изображались как герои, а гонка получила освещение на первых страницах многих газет по всему США. Балто, пёс-вожак упряжки, проходившей последний участок пути до Нома, стал самой известной знаменитой собакой того времени после Рин Тин Тина, и в его честь была установлена статуя в Центральном парке Нью-Йорка, ставшая туристической достопримечательностью. Несмотря на это, не упряжка Балто, а упряжка во главе с псом Того, а также его хозяином Леонардом Сеппалой, преодолела рекордное для гонки расстояние в 146 км (полная дистанция составила 420 км, поскольку Сеппала стартовал из Нома, а затем ехал в обратном направлении). Публичность гонки также послужила толчком для начала прививочной кампании в США, что резко снизило угрозу заболеваемости дифтерией.
Великая гонка милосердия стала последним и самым известным случаем в истории массового применения собачьих упряжек.

## Местоположение и география
Город Ном, Аляска, расположен примерно на два градуса южнее Полярного круга. Хотя к 1925 году его население значительно сократилось по сравнению с пиком в 20 000 человек во времена золотой лихорадки в Номе на рубеже XX века, он всё же оставался крупнейшим городом северной Аляски, насчитывая 455 коренных жителей Аляски и 975 переселенцев европейского происхождения.
С ноября по июль порт на южном побережье полуострова Сьюард, омываемого водами Берингова моря, был скован льдом и недоступен для пароходов. Единственной связью с остальным миром зимой являлась Тропа Идитарод длиной 938 миль (1 510 км), которая начиналась в порту Сьюард на юге, пересекала несколько горных хребтов и обширные внутренние районы Аляски, заканчиваясь в Номе. В 1925 году на Аляске и в других субарктических регионах основным средством доставки почты и необходимых грузов зимой служили собачьи упряжки. Спустя десятилетие ведущим способом зимних перевозок стало авиационное сообщение в условиях тундры — так называемые «кустарные полёты» (bush flying).

## Эпидемия и призыв о помощи
Зимой 1924–1925 годов единственным врачом в Номе был Кёртис Уэлч. Он и четыре медсестры, работавшие в небольшой больнице Мейнарда Колумбуса, обслуживали город и прилегающие территории. После того как Уэлч обнаружил, что весь запас противодифтерийного антитоксина в больнице просрочен, он сделал заказ на новую партию. Однако доставка не успела прибыть до того, как порт закрылся на зиму из-за ледостава, и отправить новый груз в Ном стало возможно только весной.
В декабре 1924 года, спустя несколько дней после ухода последнего судна из порта, Уэлч лечил нескольких детей с жалобами на боль в горле и тонзиллит, поначалу исключив дифтерию из возможных диагнозов. С учётом высокой заразности этой болезни он ожидал бы увидеть больше симптомов у членов семей или жителей города, а не отдельные изолированные случаи. В течение последующих недель число заболевших увеличилось, умерли четверо детей, которым Уэлч не смог сделать аутопсию, — и его беспокойство по поводу дифтерии усилилось.
К середине января 1925 года Уэлч официально подтвердил первый случай дифтерии у трёхлетнего мальчика, который умер всего через две недели после начала болезни. На следующий день семилетняя девочка проявила такие же характерные симптомы. Уэлч попытался ввести ей часть просроченного антитоксина, надеясь, что он ещё может подействовать, но девочка умерла через несколько часов. Осознав, что надвигается эпидемия, в тот же вечер Уэлч связался с мэром Нома Джорджем Мейнардом для созыва экстренного заседания городского совета. Совет незамедлительно ввёл карантин.

На следующий день, 22 января 1925 года, Уэлч отправил радиотелеграммы во все крупные города Аляски с предупреждением об угрозе общественному здоровью. Он также обратился за помощью в Службу общественного здравоохранения США в Вашингтоне:
Эпидемия дифтерии здесь почти неизбежна ТЧК Срочно нуждаюсь в одном миллионе единиц антитоксина против дифтерии ТЧК Почта — единственное средство сообщения ТЧК Я уже обратился к комиссару здравоохранения Территорий с запросом на получение антитоксина ТЧК В округе около трёх тысяч белых и туземцев ТЧК
Несмотря на карантин, к концу января было подтверждено более 20 случаев дифтерии и как минимум 50 человек находились в зоне риска. Без антитоксина прогнозировалось, что среди населения региона численностью около 10 000 человек смертность может приблизиться к 100%. Ранее, во время пандемии гриппа 1918 года, в Номе погибло около 50% коренных жителей, а по всей Аляске — примерно 8% коренного населения. В северо-западной Аляске умерло более 1 000 человек, а по штату — около 2 000. Большинство жертв составляли коренные жители, не имеющие иммунитета ни к гриппу, ни к дифтерии.

## Поиск решения
На заседании совета здравоохранения 24 января управляющий компании Hammon Consolidated Gold Fields Марк Саммерс предложил доставить сыворотку эстафетой на собачьих упряжках с участием двух быстрых команд. Одна должна была стартовать из Ненаны (Аляска), ближайшей железнодорожной станции Аляскинской железной дороги, а другая — из Нома, встретившись примерно посередине пути в городе Нулато. В обычных условиях путь от Нулато до Нома занимал около 30 дней. Кёртис Уэлч оценил, что в суровых условиях трассы запас сыворотки сохранит пригодность не более шести дней.
Сотрудник Саммерса, норвежский тренер и каюр Леонард Сеппала, был выбран для 630-мильного (1 014 км) маршрута туда и обратно от Нома до Нулато. Ранее он уже проходил этот путь, установив рекорд в четыре дня, трижды побеждал в гонках All-Alaska Sweepstakes и прославился своей выносливостью и особой связью со своими сибирскими хаски. Его вожак, 12-летний Того, был не менее знаменит благодаря своим лидерским качествам, уму и умению чувствовать опасность.
Мэр Мейнард предложил доставить антитоксин на самолёте. В 1925 году авиация была относительно новой технологией, а суровые зимние условия Аляски делали её ненадёжной. Годом ранее проводились пробные перелёты между Фэрбенксом и Макгратом для проверки пригодности самолётов к зимним условиям. Самый дальний перелёт составил лишь 260 миль (420 км) — меньше половины расстояния между Ненаной и Номом.
Единственными самолётами, находившимися в Аляске в 1925 году, были три устаревших биплана, разобранные на зиму. Их открытые кабины и двигатели с водяным охлаждением делали полёт в таких условиях невозможным. Хотя перелёт мог быть быстрее, совет здравоохранения отклонил эту идею и единогласно проголосовал за эстафету на собачьих упряжках. В тот же вечер Сеппала уведомили о решении, и он немедленно начал подготовку.
Служба общественного здравоохранения США обнаружила 1,1 миллиона единиц сыворотки в больницах на Западном побережье, которую можно было отправить в Сиэтл, а затем в Аляску. Однако следующий корабль на север должен был прибыть в Сиэтл только 31 января, и ещё шесть-семь дней потребовалось бы, чтобы достичь Сьюарда. 26 января в больнице Анкориджа случайно нашли 300 000 забытых единиц антитоксина. Запас был упакован в стеклянные флаконы, обёрнут одеялами, а затем помещён в металлический контейнер весом чуть более 9 кг. По приказу губернатора Скотта Боун он был немедленно отправлен в Ненану и прибыл туда на следующий день. Хотя этого количества было недостаточно для полного прекращения эпидемии, оно могло замедлить распространение болезни до прибытия большей партии.
Температура в центральной Аляске достигала минимальных значений за 20 лет из-за высокого давления, пришедшего с Арктики. В Фэрбенксе она опустилась до −50 °F (−46 °C). Ветер до 25 миль в час (40 км/ч) нагонял сугробы до 3 метров в высоту. Морское сообщение стало опасным, а в центральных районах Аляски большинство видов транспорта было парализовано. Дополнительной трудностью было и ограниченное количество световых часов из-за полярной ночи.

## Эстафета
Почтовый маршрут от Ненаны до Нома имел общую протяжённость 674 мили (1 085 км). Он проходил по безлесным просторам внутренней Аляски, следуя вдоль реки Танана на протяжении 137 миль (220 км) до деревни Танана в месте слияния с Юконом, а затем вдоль реки Юкон ещё 230 миль (370 км) до Калтога. Далее маршрут уходил на запад на 90 миль (140 км) через Калтагский перевал в Уналаклит на побережье Нортон-Саунда. Затем он продолжался на 208 миль (335 км) на северо-запад вдоль южного берега полуострова Сьюард, где не было защиты от штормов и метелей, включая 42 мили (68 км) по дрейфующему льду Берингова моря.
Эдвард Ветцлер, инспектор Почтовой службы США в Ненане, связался с Томом Парсоном, представителем Northern Commercial Company, которая имела контракт на доставку почты между Фэрбенксом и Уналаклитом. По телефону и телеграфу каюров отзывали к закреплённым за ними постоялым дворам. Почтовые гонщики занимали почётное место в обществе территории и считались лучшими каюрами Аляски. Большинство участников эстафеты во внутренних районах были коренными атабасками — прямыми потомками первых каюров.
Первым в эстафете был «Дикий Билл» Шэннон. Он получил пакет весом 20 фунтов (9 кг) на железнодорожной станции в Ненане 27 января в 21:00 по аляскинскому стандартному времени. Несмотря на мороз −50 °F (−46 °C), Шэннон немедленно отправился в путь с командой из девяти неопытных собак под управлением вожака по кличке Блэки. Температура продолжала падать, и из-за того, что тропу испортили лошади, команда была вынуждена идти по более холодному льду реки.
Несмотря на то, что Шэннон бежал рядом с нартами, чтобы согреться, он получил переохлаждение. В Минто он прибыл в 3 часа ночи, с частично почерневшими от обморожения участками лица. Температура к тому моменту упала до −62 °F (−52 °C). После того как сыворотку согрели у костра и сделали четырёхчасовой привал, Шэннон оставил трёх собак и продолжил путь с оставшимися восемью. Позднее, когда он вернулся за оставленными животными, три из них уже были мертвы, а четвёртая, возможно, погибла вскоре после этого.

### Прибытие в Минто
Полуатабаск Эдгар Калланд прибыл в Минто накануне и был отправлен обратно в Толована, пройдя 70 миль (110 км) за день до старта эстафеты. Шэннон и его команда в тяжёлом состоянии прибыли в Минто в 11 утра и передали сыворотку. После того как её согрели в постоялом дворе, Калланд отправился в путь через лес. Температура упала до −56 °F (−49 °C), из-за чего руки Калланда примерзли к берёзовой перекладине нарты, и владельцу постоялого двора в Мэнли-Хот-Спрингс пришлось поливать её кипятком, чтобы оторвать руки гонщика.
28 января новых случаев дифтерии выявлено не было, однако 29 января диагноз подтвердили ещё у двух пациентов. Несмотря на соблюдение карантина, отсутствие достаточных диагностических средств и высокая заразность штамма сделали меры неэффективными. В тот же день около Джуно обнаружили ещё некоторое количество сыворотки — по весу предположительно около 125 000 единиц, чего хватало на лечение 4–6 пациентов. Кризис стал заголовочной новостью в газетах Сан-Франциско, Кливленда, Вашингтона и Нью-Йорка, а также прозвучал по радио, которое как раз начинало входить в повседневный обиход. Штормовой фронт, обрушившийся на США с Аляски, принёс рекордные морозы в Нью-Йорк и даже заморозил реку Гудзон.
30 января была зафиксирована пятая смерть. Мэр Мейнард и делегат от Аляски в Палате представителей США Дэниел Сазерленд возобновили кампанию за доставку оставшейся сыворотки самолётом. Предлагались различные варианты: перелёт на крупном самолёте из Сиэтла в Ном (около 2 000 миль, или 3 200 км), доставка самолёта на край ледового поля на корабле ВМФ с последующим запуском, либо изначальный план перелёта из Фэрбенкса. Несмотря на поддержку известного полярного исследователя Руаля Амундсена и широкое освещение в СМИ, эти планы были отклонены опытными пилотами, военно-морскими силами и губернатором Боуном. Издатель и редактор газеты Fairbanks Daily News-Miner Уильям Фентресс Томпсон резко раскритиковал бездействие властей и даже профинансировал частный авиапарк.
В ответ губернатор Боун решил ускорить эстафету, назначив дополнительных гонщиков на участок Сеппалы, чтобы те могли двигаться без остановки на отдых. Сеппала по-прежнему должен был пройти самый опасный отрезок — кратчайший путь через Нортон-Саунд, — но линии телефонов и телеграфа обходили небольшие деревни, через которые он шёл, поэтому предупредить его о смене плана и задержать в Шактулике было невозможно. Расчёт строился на том, что гонщик, идущий с севера, встретит его прямо на трассе. Саммерс организовал гонщиков на заключительном участке, включая коллегу Сеппалы — Гуннара Каасена.
Из Мэнли-Хот-Спрингс сыворотка в основном передавалась из рук в руки атабаскам, пока 30 января в 3 часа ночи Джордж Ноллнер не доставил её Чарли Эвансу в Бишоп-Маунтин. Температура немного повысилась, но снова начала падать и достигла −62 °F (−52 °C). Проходя через ледяной туман в месте, где река Коюкук, впадающая в Юкон, прорвала лёд и залила поверхность, Эванс полагался на своих вожаков. Однако он забыл защитить пах двух короткошёрстных метисов-штурманов кроличьими шкурками. Оба пса получили сильное обморожение и рухнули, после чего Эванс сам впрягся в нарты. В 10 утра он прибыл на постоялый двор — оба пса к этому времени были мертвы. Томми Пэтси выехал через полчаса.
Дальше путь сыворотки отклонился от русла Юкона, который уходил на юг, и пересёк Калтагский перевал, ведущий на запад, к побережью. Атабаск Джек Николай, известный как «Джексскрю», доставил груз до хижины Олд-Вуман, где его встретил инупиат Виктор Анагик из деревни Уналаклит. Он спустил груз по второй половине перевала и передал его своему земляку Майлзу Гонаннгану на берегу Нортон-Саунда в Уналаклите 31 января в 5 утра. Гонаннган заметил приближение шторма и отказался от кратчайшего, но опасного пути по льду залива. Он вышел в путь в 5:30 утра, и, когда пересекал холмы, «вихри метели, пролетавшие между лапами собак и под их животами, создавали впечатление, что они бредут вброд через бурную реку». Когда он достиг берега, метель рассеялась, но штормовой ветер поднял ощущаемую температуру до −70 °F (−57 °C). В 15:00 он прибыл в Шактулик. Сеппалы там не оказалось, но на случай его прибытия ждал Генри Иванофф.
К 30 января число заболевших в Номе достигло 27, и запас антитоксина был полностью исчерпан. Как писал корреспондент, находившийся в городе: «Вся надежда — на собак и их героических каюров… Ном выглядит как вымерший город». Получив 31 января сообщение о продвижении Гонаннгана, Уэлч предполагал, что сыворотка достигнет города уже в феврале.

### Связка на Нортон-Саунд
Леонард Сеппала и его команда ездовых собак во главе с вожаком Того прошли 91 милю (146 км) от Нома с 27 по 31 января, двигаясь навстречу надвигающемуся шторму. Они выбрали кратчайший путь через Нортон-Саунд и направились к Шактулику. В Номе в это время было относительно «тёплое» −20 °F (−29 °C), но в Шактулике температура составляла около −30 °F (−34 °C), при этом штормовой ветер создавал ощущаемую температуру −85 °F (−65 °C).
Команда Генри Иваноффа недалеко от Шактулика столкнулась с северным оленем, и собаки запутались в упряжи. Сеппала, всё ещё думая, что ему предстоит пройти более 100 миль (160 км) до первоначальной точки передачи эстафеты в Нулато, спешил пересечь Нортон-Саунд до начала бури. Когда он проезжал мимо, Иванофф закричал: «Сыворотка! Сыворотка! Она у меня!»
Сеппала развернулся с грузом, но к моменту прибытия в Ангалик уже стемнело. Узнав от Иваноффа о тяжёлой обстановке в Номе, он решил не останавливаться и снова отправился через 20 миль (32 км) открытого льда Нортон-Саунда, прямо навстречу шторму. Температура была около −30 °F (−34 °C), а с учётом ветра ощущалась как −85 °F (−65 °C). В полной темноте Того вёл команду по прямой линии, и они прибыли в постоялый двор в Айзекс-Пойнт на другом берегу в 20:00. За один день они прошли 84 мили (135 км) со средней скоростью 8 миль в час (13 км/ч). Команда отдохнула и вышла в путь в 2 часа ночи, в самый разгар бури.
Ночью температура упала до −40 °F (−40 °C), а ветер усилился до штормового (не менее 105 км/ч). Пока они спали, всё ледовое поле, которое Сеппала пересёк днём ранее, было снесено в море. Ближе к берегу оставались лишь разломанные и шатающиеся льдины, но команда держалась побережья, и Того осторожно прокладывал путь, пока они снова не вышли на твёрдую землю.
Затем им предстояло пересечь гору Литл-Маунт-Маккинли (1 200 футов / 370 м) — один из самых трудных участков маршрута из-за многочисленных подъёмов и спусков. На этом 13-километровом участке общий набор высоты составил 1 500 м. Спустившись к следующему постоялому двору в Головине, Сеппала передал сыворотку Чарли Олсену 1 февраля в 15:00.
К 1 февраля число заболевших в Номе выросло до 28. Имеющийся груз мог вылечить 30 человек. Из-за мощной метели с ветром до 130 км/ч Уэлч распорядился приостановить эстафету до окончания бури, решив, что задержка лучше, чем риск потерять весь запас. Сообщения были отправлены в Соломон и Пойнт-Сейфти, но вскоре линии связи вышли из строя.
Олсена сдуло с тропы, и он получил сильное обморожение рук, когда укрывал собак одеялами. Ощущаемая температура составляла −70 °F (−57 °C). Он прибыл в Блафф 1 февраля в 19:00 в тяжёлом состоянии. Гуннар Каасен ждал до 22:00 в надежде на улучшение погоды, но метель только усилилась, и снежные заносы вскоре могли полностью перекрыть путь, поэтому он решился выехать, двигаясь против ветра.
Каасен всю ночь шёл по глубоким сугробам и через залитые водой участки, преодолел 183-метровую гору Топкок. Балто вёл команду в такой сильной метели, что Каасен порой не видел ближайших к саням собак. Он проехал ещё 3 км за Соломон, прежде чем понял это, и решил не возвращаться. После Соломона ветер оказался настолько сильным, что его сани опрокинулись, и он чуть не потерял контейнер с сывороткой, когда тот вывалился и оказался занесён снегом. Чтобы нащупать цилиндр, Каасену пришлось снять перчатки, и он получил обморожение рук.
В Пойнт-Сейфти он прибыл раньше графика — 2 февраля в 3:00. Эд Рон, считая, что эстафета остановилась в Соломоне, спал. Так как погода улучшалась, требовалось время, чтобы подготовить упряжку Рона, а собаки Каасена шли хорошо, он решил преодолеть оставшиеся 40 км до Нома сам, прибыв на Фронт-стрит в 5:30 утра. Ни один флакон не разбился, и к полудню сыворотка была разморожена и готова к применению.
В общей сложности команды прошли 674 мили (1 085 км) за 127,5 часа — что считалось мировым рекордом, учитывая экстремальный мороз, почти буранные условия и ураганный ветер. Несколько собак погибли во время этого пути.

## Вторая эстафета
У Маргарет Карран из постоялого двора в Соломоне обнаружили инфекцию, что вызвало опасения, что болезнь может распространиться через постояльцев на другие населённые пункты. Партия в 1,1 миллиона единиц сыворотки вышла из Сиэтла 31 января, но ожидалась в Номе на собачьих упряжках только к 8 февраля. Уэлч попросил, чтобы половину этой партии доставили самолётом из Фэрбенкса. Он связался с Томпсоном и Сазерлендом, и на следующее утро пилот Дарлинг выполнил пробный полёт. Однако губернатор Боун, посоветовавшись со своим медицинским консультантом, пришёл к выводу, что число случаев в Номе идёт на спад, и не дал разрешения, хотя подготовка продолжалась. ВМФ США направил на север из Сиэтла тральщик, а Сигнальный корпус получил приказ зажечь костры для навигации самолётов.
К 3 февраля первоначальные 300 000 единиц сыворотки доказали свою эффективность, и эпидемия была взята под контроль. Шестая смерть, вероятно, не связанная с дифтерией, была широко воспринята в прессе как новый всплеск заболевания. Партия из Сиэтла прибыла на борту Admiral Watson 7 февраля. Поддавшись давлению, губернатор Боун разрешил доставить половину этой партии самолётом. 8 февраля первая половина второго груза отправилась в путь на собачьих упряжках, тогда как самолёт не смог взлететь из-за поломки заслонки радиатора, вызвавшей перегрев двигателя. На следующий день попытка также провалилась, и миссию отменили. Томпсон в своих редакционных материалах принял это сдержанно.
Вторая эстафета включала многих тех же гонщиков и также проходила в тяжёлых условиях. Эд Рон доставил сыворотку в Ном во время очередной метели после 140-километрового пробега 15 февраля.

## Последствия
Официально число погибших от дифтерии в Номе составляет 5, 6 или 7 человек, однако Уэлч позднее оценил, что, вероятно, было не менее сотни дополнительных случаев среди «эскимосских лагерей за пределами города. У коренных жителей есть привычка хоронить своих детей, не сообщая о смерти». В 1926 году было выявлено ещё 43 новых случая, но они легко поддавались лечению благодаря свежим запасам сыворотки.
Все участники эстафеты на собачьих упряжках получили письма с благодарностью от президента Кальвина Кулиджа, а Сенат США приостановил работу, чтобы отметить это событие. Каждому каюру первой эстафеты компания H. K. Mulford вручила золотую медаль. Мэр Лос-Анджелеса вручил Балто символический ключ от города в форме кости перед зданием мэрии, а актриса немого кино Мэри Пикфорд надела на шею пса венок. В адрес героев приходили письма и стихи от детей, по всей стране стихийно организовывались благотворительные сборы.
Гуннар Каасен и его команда стали знамениты и с февраля 1925 года по февраль 1926 года гастролировали по Западному побережью США, а также снялись в 30-минутном фильме Гонка Балто в Ном. 15 декабря 1925 года в Центральном парке Нью-Йорка была открыта статуя Балто работы скульптора Фредерика Рота. Позднее Балто и другие собаки оказались в бродячем шоу и содержались в ужасных условиях, пока их не спас Джордж Кимбл, организовавший сбор средств среди детей Кливленда (Огайо). 19 марта 1927 года собаки были торжественно встречены в своём новом постоянном доме — зоопарке Кливленда. Из-за возраста Балто был усыплён 14 марта 1933 года в возрасте 14 лет, после чего его чучело поместили в экспозицию Музея естественной истории Кливленда.
В октябре 1926 года Сеппала отправился с Того и своей командой в турне от Сиэтла до Калифорнии, затем через Средний Запад в Новый Англий, неизменно собирая огромные толпы зрителей. Они выступали 10 дней в Madison Square Garden в Нью-Йорке, и Того получил золотую медаль из рук Руаля Амундсена. В Новом Англии команда сибиряков Сеппалы участвовала во многих гонках, легко побеждая местных собак породы чинук Артура Уолдена. Сеппала заключил партнёрство с Элизабет М. Рикер в Поланд-Спринг, штат Мэн, где многие его собаки провели остаток жизни и участвовали в племенной программе по разведению сибирских ездовых собак, включая Того, который дал много потомства.
Сеппала навещал Того и был рядом, когда его усыпили 5 декабря 1929 года в возрасте 16 лет. После смерти пса Сеппала распорядился сохранить его чучело, и сегодня Того выставлен в стеклянной витрине в музее Идитарод в Василле, Аляска. Выдающиеся качества Того как ездовой собаки также были сохранены в потомстве: его линия стала основой для «сеппаловских сибирских ездовых собак» — высоко ценимой рабочей линии, а также внесла вклад в генофонд выставочных сибирских хаски.
Ни один другой каюр не получил такой степени известности, хотя «Дикий Билл» Шэннон недолгое время гастролировал с псом Блэки. СМИ в значительной мере проигнорировали каюров — коренных жителей Аляски, которые прошли две трети пути до Нома. Как говорил Эдгар Калланд: «Для нас это было просто обычным делом».

### Авиационная почта
Гонка за сывороткой сыграла свою роль в принятии Акта об авиационной почте 1925 года, который был подписан 2 февраля. Этот закон позволял частным авиакомпаниям участвовать в конкурсах на контракты по доставке почты. Технологии развивались, и уже в течение десятилетия в Аляске были проложены авиационные почтовые маршруты. Последняя доставка почты на частной упряжке по контракту состоялась в 1938 году, а последний маршрут Почтовой службы США с собачьей упряжкой был закрыт в 1963 году. В сельской глубинке упряжки оставались популярными, но почти исчезли с распространением снегоходов в 1960-х. Возрождение каюрства как спортивного увлечения началось в 1970-х благодаря огромной популярности гонки на собачьих упряжках по трассе Идитарод.
Хотя гонка Iditarod Trail Sled Dog Race, протяжённостью более 1 000 миль (1 600 км) от Анкориджа до Нома, основана на соревновании All-Alaska Sweepstakes, в ней сохранились многие традиции, связанные с доставкой сыворотки в Ном, особенно с именами Сеппалы и Того. Почётным каюром первых семи гонок был Леонард Сеппала. Были также отмечены и другие участники гонки 1925 года — «Дикий Билл» Шэннон, Эдгар Калланд, Билл Маккарти, Чарли Эванс, Эдгар Ноллнер, Гарри Питка и Генри Иванофф. В 2005 году гонка Идитарод почтила память Джирдес Винтер Бакстер — последнего известного выжившего во время той эпидемии. Сегодня почётная должность носит имя Леонарда Сеппалы, премия Leonhard Seppala Humanitarian Award вручается каюру, обеспечившему наилучший уход за собаками при сохранении конкурентоспособности, а Leonhard Seppala Heritage Grant является стипендией Идитарод. Оба маршрута совпадают на участке от Руби до Нома.
Реконструкция гонки за сывороткой была проведена в 1975 году и заняла на шесть дней больше, чем в 1925-м, то есть более чем в два раза дольше. Многие участники были потомками оригинальных двадцати каюров. В 1985 году президент Рональд Рейган направил письмо с признанием заслуг Чарли Эвансу, Эдгару Ноллнеру и Биллу Маккарти — последним выжившим участникам гонки. Ноллнер был последним из них, он умер 18 января 1999 года от сердечного приступа.

### Популярная культура
Эстафета была отражена в различных произведениях искусства и медиа. Незадолго до Второй мировой войны чешский учитель и писатель Франтишек Омелка, вдохновлённый этой историей, написал повесть Štafeta («Эстафета»), изданную на чешском языке в 1946 году. Будучи увлечённым эсперантистом, Омелка лично перевёл её на эсперанто, после чего появились переводы на немецкий, нидерландский, фризский, исландский, китайский, японский и английский языки.
Сюжет гонки за сывороткой упоминался в анимационном короткометражном фильме 1949 года Daffy Duck Hunt, где Даффи Дак рассказывает о своём пребывании в морозильной камере так, словно он доставлял сыворотку на собачьей упряжке.
В 1976 году детский писатель Сеймур Рейт пересказал историю в книге Race Against Death: A True Story of the Far North («Гонка со смертью: правдивая история далёкого Севера»). Эта книга была представлена в 1978 году в одном из выпусков программы The Book Bird на PBS, где ведущий Джон Роббинс иллюстрировал ключевые сцены.
В 1995 году студия Стивена Спилберга выпустила 2D-анимационный фильм Балто с музыкой Джеймса Хорнера, вольно основанный на событиях последнего этапа эстафеты. Все персонажи, кроме Балто, были вымышленными — фильм создавался для семейной и детской аудитории. Подробный пересказ истории участников гонки, включая рассказ о каюрах из числа коренных жителей и местных медсёстрах, ухаживавших за больными и умирающими, был опубликован в 2003 году в книге Гея и Лейни Солсбери The Cruelest Miles: The Heroic Story of Dogs and Men in a Race Against an Epidemic («Самые жестокие мили: героическая история собак и людей в гонке против эпидемии»).
В 2013 году вышел документальный фильм Icebound – The Greatest Dog Story Ever Told («Во льдах — величайшая история о собаках»), сосредоточенный на последствиях событий. В 2019 году компания Rebel Road Entertainment сняла фильм The Great Alaskan Race («Великая аляскинская гонка»), основанный на гонке за сывороткой. 20 декабря 2019 года на сервисе Disney+ состоялась премьера фильма Togo, снятого студией Walt Disney Pictures.

## Заслуги ездовых собак
Вокруг роли Балто в гонке за сывороткой и его памятника в Центральном парке до сих пор идут споры. Выдающийся каюр Леонард Сеппала прошёл 170 миль (270 км) на восток от Нома почти до Шактулика, где неожиданно встретил гонщика с сывороткой (он предполагал, что ему придётся идти до Нулато и обратно в одиночку), принял груз и вернулся ещё на 91 милю (146 км). Всего он преодолел свыше 261 мили (420 км) по самым опасным и сложным участкам маршрута. Затем он передал сыворотку Чарли Олсену, который прошёл 25 миль (40 км) до Блаффа и передал её Гуннару Каасену. Каасен должен был отдать груз Эду Рону в Порт-Сейфти, но, так как Рон спал, решил продолжить путь сам и довёз сыворотку до Нома.
В общей сложности Каасен и Балто прошли 53 мили (85 км). Сам Каасен утверждал, что не стал будить Рона, так как в домике не горел свет и он не хотел терять время. Однако многие, включая самого Рона (ссылаясь на разговоры перед стартом), а также ряд известных каюров из окрестностей, считали, что решение Каасена было продиктовано желанием присвоить славу себе и Балто.
По словам Леонарда Сеппалы — каюра Того и одновременно владельца Балто — Балто был обычной грузовой собакой, которую он оставил в Номе, отправляясь в рейс. Он также утверждал, что вожаком упряжки Каасена на самом деле был пёс по кличке Фокс, но журналисты решили, что имя «Балто» будет звучать эффектнее. Нет никаких сведений о том, что Сеппала когда-либо ставил Балто вожаком в гонках или на маршрутах до 1925 года, а сам он говорил, что Балто «никогда не входил в состав победной команды». Поскольку фото и видеосъёмка Каасена с Балто в Номе были постановочными и сделаны спустя несколько часов после прибытия, когда взошло солнце, до сих пор существуют сомнения, был ли Балто действительно вожаком упряжки или эта роль была преувеличена для прессы.

Статуя Балто в Центральном парке действительно выполнена с него, но на ней он изображён в наградных цветах Того. Надпись на памятнике гласит:
«Посвящается несгибаемому духу ездовых собак, которые доставили антитоксин 600 миль по неровному льду, через опасные воды и арктические метели, из Ненаны для спасения охваченного болезнью Нома».
В последние годы жизни Сеппала был глубоко огорчён тем, что слава досталась Балто; по его мнению, настоящим героем гонки был Того. По данным Службы национальных парков США, в 1960 году он сказал:
«У меня никогда не было собаки лучше Того. Его выносливость, преданность и ум невозможно было превзойти. Того был лучшей собакой, когда-либо ходившей по аляскинским тропам».
Журналистка Time Кэти Стейнмец также считала Того величайшей ездовой собакой всех времён. Описывая гонку за сывороткой, она писала, что настоящим героем был именно Того:
«… собакой, которой часто приписывают спасение города, был Балто, но он прошёл лишь последний участок длиной 55 миль (89 км). Ездовая собака, на которую пришлась львиная доля работы, — это Того. Его путь, полный белых метелей, был длиннее на 200 миль (320 км) и включал пересечение опасного Нортон-Саунда, где он спас команду и каюра, отважно проплыв через ледяные торосы».

## Список участников
| Дата старта | Погонщик                               | Описание | Дистанция                        |
| ----------- | -------------------------------------- | --- | -------------------------------- |
| 27 января   | Уильям Шэннон по прозвищу «Дикий Билл» | Из Ненаны до Толованы. Команда состояла из 11 собак породы аляскинский маламут. Около 23:00 27 января 1925 года Шэннон стартовал. В 3 часа утра Уильям остановился в Минто и после четырёх часов отдыха продолжил забег, причём без трёх собак. Волчонок, Джек и Джет пострадали от низкой температуры, во время забега колебавшейся в пределах от −40 до −52 °С. Позже эти псы умерли. | 84 километра                     |
| 28 января   | Дэн Гринн                              | От Толованы до Мэнли-Хот-Спрингс Примечательно то, что во время забега Гринна температура повысилась до −30 °С. При этом скорость ветра достигла 32 километров в час. | 50 километров                    |
|             | Джонни Фолгер                          | От Мэнли-Хот-Спрингс до Фиш Лэйк Проделал забег ночью и встретился с Сэмом Джозефом у Фиш Лэйк. | 45 километров                    |
|             | Сэм Джозеф                             | От Фиш Лэйк до Тананы 35-летний Джозеф с семью аляскинскими маламутами пробежал при температуре −38 °С и скорости ветра 14,5 километров в час. | 42 километра                     |
| 29 января   | Титус Николас                          | От Тананы до Калландс О команде Титуса известно совсем не много. Он достиг Калландс, где встретил Дэйва Корнинга. | 55 километров                    |
|             | Дэйв Корнинг                           | От Калландс до дома на девятой миле Пробежал 39 километров при скорости ветра почти 13 километров в час. | 39 километров                    |
|             | Эдгар Кэллэнд                          | От дома до Кокринес Кэллэнд являлся погонщиком, работавшим на почте. | 48 километров                    |
|             | Гарри Питка                            | От Кокринес до Руби Питка совершил свой забег ночью при скорости ветра 14,5 километров в час. В его команде было семь собак. | 48 километров                    |
|             | Бил МакКарти                           | От Руби до Уискей Крик Забег МакКарти начался в 10 часов утра при температуре −40 °С. Ведущей собакой был Принц. | 45 километров                    |
|             | Эдгар Ноллнер                          | От Уискей Крик до Галины 21-летний погонщик из Галины совершил забег с ведущей 8-летней Дикси. Умер в 1999-м последним из участников гонки | 39 километров                    |
| 30 января   | Джордж Ноллнер                         | От Галины до Бишоп Монтаун Брат Эдгара. | 29 километров                    |
|             | Чарли Эванс                            | От Бишоп Монтаун до Нулато Покинул Бишоп Монтаун в пять утра при температуре −53 °С и прибыл в Нулато через пять часов. | 48 километров                    |
|             | Томми Пэтсон                           | От Нулато до Калтага Пэтсон совершил забег при скорости ветра 10 километров в час. | 58 километров                    |
|             | Джэк Николай                           | От Калтага до Олд Вумэн Шэлтэр Был известен как маленький человек с большой силой. Пока не миновал водораздел Калтаг, бежал трусцой, чтобы облегчить сани. | 64 километра                     |
|             | Виктор Энэгик                          | От Олд Вумэн Шэлтэр до Уналаклита Команду Энэгика возглавил 11-летний пёс. Прибыли в субботу в 3:30 утра. | Почти 55 километров              |
| 31 января   | Майлз Гонагнан                         | От Уналаклита до Шактулика. | 55 километра                     |
|             | Генри Иванов                           | От Шактулика до его окрестностей Эскимос, наполовину русский. Передал эстафету Леонарду Сеппале. | 64 километра                     |
|             | Леонард Сеппала                        | От окрестностей Шактулика до окрестностей Головина 48-летний погонщик, в команде которого было шесть собак. Возглавляли упряжку Того и Скотти. Леонард совершил свой забег при морозе −34 °С. Рискуя жизнью всей команды, он пересёк 32-километровый отрезок пролива Нортон между мысами Деби и Декстер по льду. Лёд на Нортон-Саунд был в постоянном движении из-за морских течений и непрекращающегося ветра. Забег Леонарда Сеппалы является самым длинным и тяжелым по сравнению с забегами других участников эстафеты. Он преодолел льды залива Нортон-Саунд чтобы доставить сыворотку, и обратно, чтобы вернуться домой. Путь, пройденный Сеппалой, при возвращении домой составил 264 мили (425 км). | 146 (полный путь 425) километров |
| 1 февраля   | Чарли Олсон                            | От Головина до Блафа Команда Чарли состояла из семи аляскинских маламутов. Ведущий упряжки — Джэк. Забег совершён в условиях мороза −34 °С и при скорости ветра 64 километра в час. | 40 километров                    |
|             | Гуннар Каасен                          | От Блафа до Нома. Каасен стал последним участником эстафеты. Последнюю часть должен был добежать Эд Рон, однако Гуннар, обнаружив того спящим, продолжил забег. Команда прибыла в Ном 2 февраля в 5:30. Упряжку возглавлял Балто. | 85 километров                    |